# Rorýs ostnitý
Rorýs ostnitý (Chaetura pelagica) je malý stěhovavý pták z řádu svišťounů (Apodiformes). Je zástupce rodu Chaetura a je blízce příbuzný s rorýsem srpokřídlým a rorýsem Chapmanovým. V minulosti tvořily všechny tři druhy jeden – konspecifické druhy. Nemá poddruhy. Rorýs ostnitý je středně velký černošedý pták s dlouhými štíhlými křídly a velmi krátkýma nohama. Jako ostatní rorýsi nesedá na zem, ale zavěšuje se na svislých površích. Požírá především létající hmyz, ale i vzduchem nesené pavouky. Žije v trvalých párech. Staví si hnízda na svislých stěnách a téměř výlučně na lidských stavbách – typicky v komínech, hnízda jsou z větviček slepených slinami. Samice klade 4–5 bílých vajíček. Altriciální mláďata se líhnou po 19 dnech a o měsíc později jsou již opeřená. Dožívají se průměrně 4,6 let.

## Taxonomie
Rorýs ostnitý byl prvně popsán v roce 1758, Carl Linné jej pojmenoval Hirundo pelagica, domnívaje se, že se jedná o vlaštovku. Tato představa pokračovala až do začátku 19. století, přičemž byl ornitology nazýván „americkou vlaštovkou“ ("American Swallow") (např. Mark Catesby) či „komínovou vlaštovkou“ ("Chimney Swallow") (např. John James Audubon). V roce 1825 James Francis Stephens přesunul tohoto a další malé, krátkoocasé novosvětské rorýse do rodu Chaetura, kde již rorýs ostnitý zůstal, ačkoliv někteří systematici na počátku 19. století jej řadili do různých dnes již překonaných rodů. Nemá poddruhy. Nejbližším příbuzným rorýse ostnitého je rorýs srpokřídlý. Vědci se domnívají, že oba druhy mají společného předka, jehož populace byla postupem ledovce vytlačena na jihovýchod a jihozápad Severní Ameriky, takže byla po velmi dlouho oddělena ledovcovými masami, takže došlo ke vzniku dvou nových druhů, jejichž areály výskytu od sebe stále zůstávají odděleny širokým prostorem. Je rovněž blízce příbuzný s rorýsem Chapmanovým; v minulosti byli zástupci všech tří druhů považováni za jeden druh.
Rodové jméno Chaetura je propojením dvou řeckých slov: chaite, což znamená „osten“, a oura, což znamená „ocas“. To je výstižný popis jeho ocasu, jehož všech 10 per má konec stvolu tvořen ostnem přesahujícím prapor. Druhové jméno pelagica je odvozeno z řeckého slova pelagikos, které znamená „mořský“ ("of the sea"). Lze se domnívat, že to odkazuje na jeho kočovný způsob života, spíše než na spojení s mořem, tuto domněnku posiluje i později přidělené druhové jméno pelasgia (po kočovném kmenu Pelasgiů antického Řecka) dalšími ornitology. Jeho anglické jméno "Chimney swift" odkazuje na jeho oblíbené místo hnízdění a jeho rychlý let.

## Popis
Jedná se o středně velkého rorýse, dorůstá velikosti 12 až 15 cm s rozpětím křídel 27 až 30 cm a hmotností mezi 17 a 30 g. Šat obou pohlaví je stejný, samci jsou v průměru o něco těžší než samice. Šat dospělých je shora tmavě černě olivový a šedavě hnědý zespodu, s lehce světlým kostrcem a svrchními ocasními krovkami, a se zřetelně světlým hrdlem. Jeho svršek je barevně nejjednotnější ze všech rorýsů rodu Chaetura, jen trochu kontrastuje hřbet a kostřec. Jeho zobák je černý, stejně jako nohy. Jeho duhovka je tmavě hnědá. Šat mláďat je podobný jako u dospělých, ale konečky vnějších praporů loketních a ramenních letek jsou bělavé.
Křídla rorýse ostnitého jsou štíhlá, zakřivená a dlouhá, přesahují o 3,8 cm konec ocasu. Konce křídel jsou špičaté, což pomáhá snížit turbulence vzduchu během letu. Kost pažní je celkem krátká, zatímco další kosti křídla jsou poměrně prodloužené, což mu umožňuje velmi rychle třepotat křídly. Za letu drží křídla pevně, střídajíce rychlé třepotání s delším klouzáním. Jeho silueta je obecně popisována jako „doutník s křídly“ – tento popis prvně použil Roger Tory Peterson. Ačkoliv se často zdá, že úhozy křídel jsou v letu asynchronní, fotografické a stroboskopické studie ukazují, že jsou současné. Tento dojem je dále také umocněn jeho rychlým a značně nepředvídatelným letem, s mnoha rychlými změnami směru.
Nohy rorýse ostnitého jsou, tak jako u jiných rorýsů, velmi krátké. Jeho nohy jsou malé ale silné, s velmi krátkými prsty zakončenými ostrými zahnutými drápky. Jsou rovnočlenné (anisodaktylní) – rorýs dokáže palec (hallux) otočit dopředu, to mu pomáhá lépe se zavěsit. Na rozdíl od ostatních ptáků nemají na nohách šupiny, ty jsou místo toho kryty jemnou kůží.
Jeho ocas je krátký a čtvercový, měří na délku pouze 4,8 až 5,5 cm. Všech deset ocasních per má stvoly přesahující o 1,3 cm prapor pera, stvoly jsou ukončeny ostrými a tuhými ostny. Ty pomáhají rorýsům opírat se o svislé povrchy.
Rorýs ostnitý má velké hluboko zasazené oči. Ty jsou chráněny malými skvrnitými, hrubými, černými a ježatými pery, která jsou umístěna před každým okem. Rorýsi dokáží měnit směr těchto per, což jim pomáhá snížit oslnění očí. Jsou dalekozrací, a podobně jako někteří dravci, jsou bifoveální: každé oko má dvě žluté skvrny – centrální (přibližně v optické ose) a temporální (při vnější straně). Tyto malé jamky v sítnici, kde ostrost vidění je nejvyšší, jim pomáhá vytvořit mimořádně ostrý zrak. Podobně jako většina obratlovců jsou schopni akomodace obou očí najednou; nicméně jsou schopni zaostřit nezávisle jedním okem.
Jeho zobák je velmi malý se hřbetem dlouhým pouhých 5 mm. Nicméně šíře rozevřeného zobáku je velká, sahající až pod oči, což umožňuje rorýsovi rozevřít tlamičku velmi široce. Na rozdíl od mnoha hmyzožravých ptáků mu chybí štětinová pera na kořenu zobáku.
Rorýs ostnitý je velmi podobný příbuznému rorýsi srpokřídlému, ale je mírně větší s poměrně delšími křídly a ocasem, pomalejšími rázy křídel a větším sklonem k plachtění. Obvykle je tmavší na hrudi a kostrci než rorýs srpokřídlý, i když je tu jistý přesah v barvách šatu. Může být až o 30 % těžší než rorýs srpokřídlý, a jeho křídla jsou užší, jeho vnitřní loketní letky jsou výrazně vybouleny. Rorýs ostnitý je menší, světlejší a má kratší ocas než rorýs černý. Ve Střední Americe žije velmi podobný rorýs Chapmanův, ale rorýs ostnitý je světlejší (matně olivový spíše než leskle černý) a má výraznější kontrast mezi světlejším hrdlem a zbývající spodní části šatu oproti rovnoměrněji zbarvenému rorýsi Chapmanovu.

## Hlas
Rorýsi ostnití mají švitořivý křik, který sestává z rychlých řad tvrdých, pronikavých švitořivých zvuků. Někdy vydává jednotlivé zašvitoření.

## Rozšíření

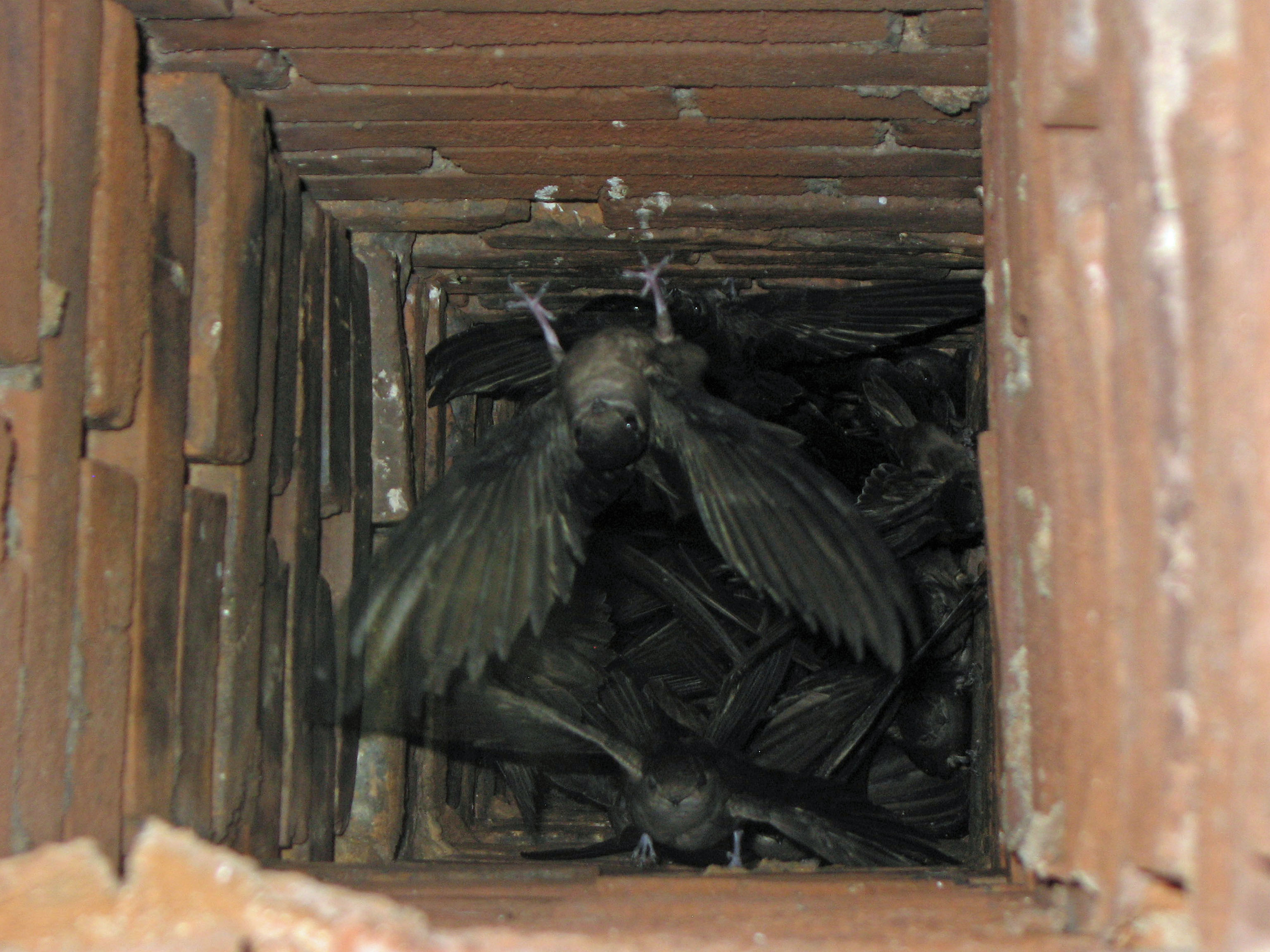
Rorýsi ostnití v komínu v Missouri, Spojené státy.

Hnízdní areál zahrnuje většinu z východní části Spojených států amerických a jižní části východní Kanady, na zimu táhne do Jižní Ameriky. Vzácně v létě zalétá na západ Spojených států amerických, a zaznamenány jsou i zálety na Anguillu, Barbados, do Grónska, na Jamajku, do Portugalska, Spojeného království a na Americké Panenské ostrovy. Vyskytuje se nad otevřeným terénem savan, lesnatých svahů a vlhkých lesů.
Zimoviště rorýse ostnitého bylo objeveno teprve v roce 1944, když kroužky jedinců kroužkovaných v Severní Americe byly nalezeny v Peru. Domorodí Peruánci nosili kroužky v náhrdelnících.

## Chování
Rorýs ostnitý je společenský druh, ptáci jsou zřídka vídaní osamoceně. Obvykle loví ve skupince dvou nebo tří, při tahu tvoří hejna po 6 až 20, po vyvedení mladých nocuje v obřích společných hejnech po stovkách až tisících. Jako ostatní rorýsi je skvělým vzdušným akrobatem, a jen vzácně je viděn odpočívat. Pije v letu, vodu nabírá z hladiny zobákem. V letu se i koupe, klouzá nad hladinou vody, krátce pleskne hrudí o hladinu a poté se zase rozletí třesouc peřím, jak to jen jde. Piloty byl pozorován více než míli nad zemí, včetně pozorování ve výšce 2200 m. Je neschopný usedat jako většina ptáků; místo toho se zavěšuje na svislé povrchy. Když je vyrušen během odpočinku, při vzletu plácne hlasitě křídly jednou nebo dvakrát o tělo; to udělá na místě, nebo během pádu o pár metrů. Toto chování může vést při větším počtu vyrušených ptáků k vytvoření hlasitého hřmícího zvuku. Je možné, že je to rorýsí způsob, jak odstrašit možného predátora.

## Hnízdění

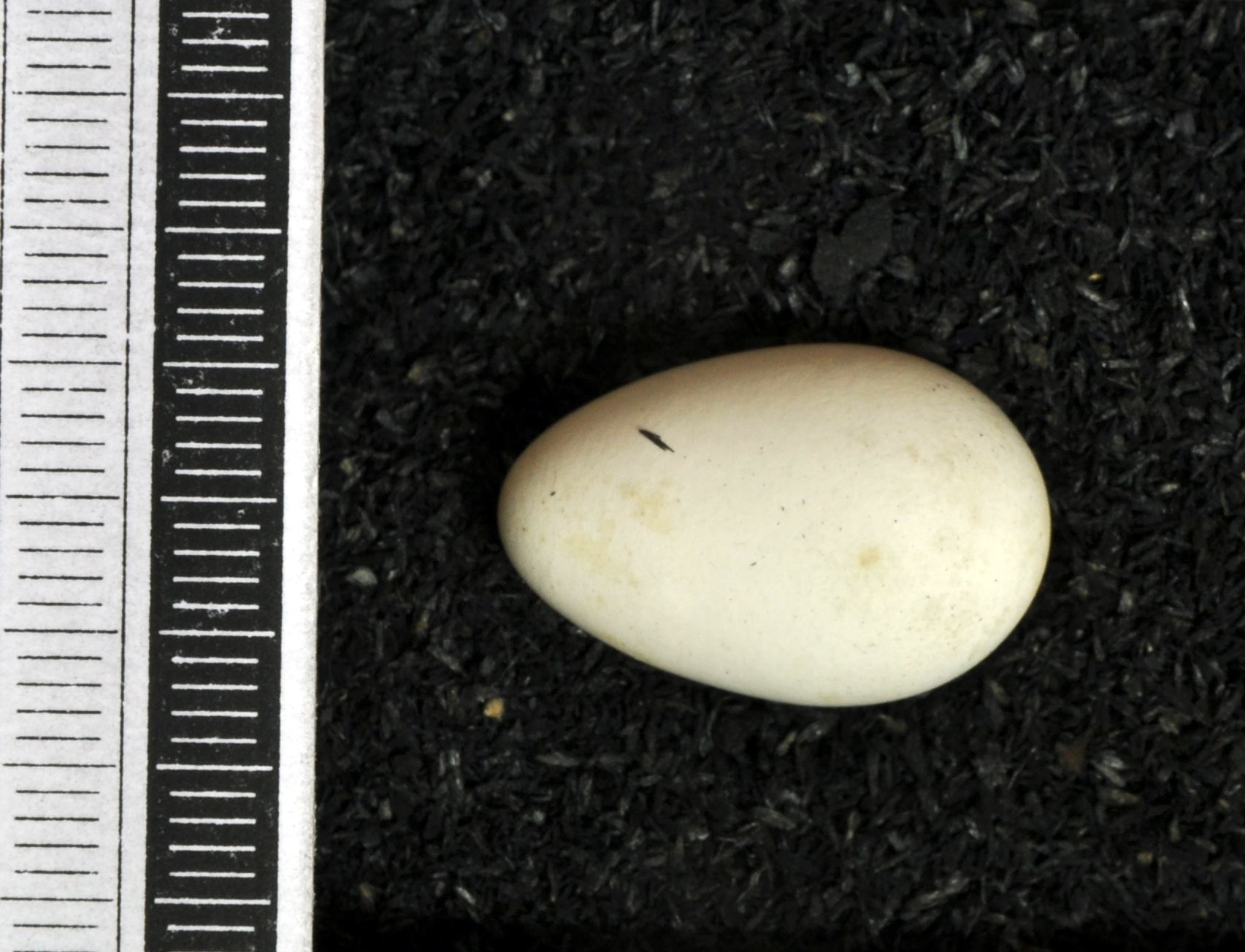
Vejce ze sbírky Muzea Wiesbaden

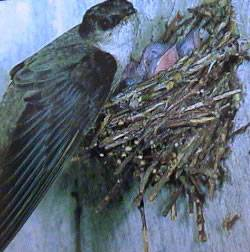
Hnízdo je vytvořeno z malých, krátkých větviček slepených slinami.

Rorýs ostnitý je monogamní, vytváří stálé páry, i když malé procento ptáků partnery mění. Páry předvádějí společný let, klouzají s křídly vztyčenými do „V“, a někdy se kývají ze strany na stranu. Hnízdící jedinci přilétají na jih Spojených států již v polovině března a do kanadských provincií nejpozději v polovině května.
Před příchodem evropských novousedlíků do Severní Ameriky hnízdili rorýsi ve vykotlaných stromech; nyní téměř výhradně obývají lidské stavby. Přestože stále příležitostně hnízdí ve vykotlaných stromech (nebo, výjimečně, v opuštěných hnízdech datlů), většina jich v současnosti hnízdí v komínech, s menším podílem hnízdění ve ventilačních šachtách, temných rozích řídce využívaných budov, nádrží, nebo studní. Hnízdo je mělké, konzolové, tvořené větvičkami, které sbírají rorýsi v letu, odlamujíce je ze stromů. Větvičky jsou dohromady přilepeny ke svislému povrchu velkým množstvím slin. Během hnízdní sezóny se slinné žlázy dospělého ptáka více než zdvojnásobí ve své velikosti, z 7×2 mm mimo hnízdní sezónu na 14×5 mm během hnízdní sezóny.
Na rozdíl od jiných druhů rorýsů, které se páří v letu, rorýs ostnitý se páří zavěšený na svislých površích poblíž hnízda. Páří se každý den dokud není snůška kompletní. Samička snáší 4–5 vajíček, ale snůška může mít i 2 až 7 vajíček. Vajíčka mají podlouhlý a eliptický tvar, jsou mírně lesklé, hladké a bílé, a měří 20 × 13 mm. Každé váží kolem 10 % hmotnosti samičky. Sedí oba rodiče, mláďata se líhnou po 19 dnech. Mláďata rorýsů ostnitých jsou altriciální – jsou po vylíhnutí holá, slepá, bezmocná. Ptáčata opouštějí hnízdo po měsíci.
Průměrně se rorýsi ostnití dožívají 4,6 let, ale je znám jedinec žijící více než 14 let. Prvně byl okroužkován v dospělosti a posléze byl znovu odchycen po 12,5 letech.

## Potrava
Jako ostatní rorýsi, rorýs ostnitý hledá potravu v letu. Studie ukázaly, že 95 % potravy tvoří létající hmyz, zahrnujíce různé druhy much, mravenců, vos, včel, molic, mšic, puklic, pošvatek a jepic. Požírá vzduchem nesené pavouky zavěšené na svých vláknech. Je to významný predátor škodlivých druhů, jako jsou například invazivní mravenci Solenopsis invicta a drobný brouček listopas jetelový (Sitona hispidulus). Výzkumníci odhadují, že pár dospělých rorýsů opatrujících tři mláďata spotřebuje za den přinejmenším potravu o stejné hmotnosti jako má 5000–6000 much domácích. Podobně jako mnoho jiných ptačích druhů i rorýs ostnitý pravidelně vyvrací vývržky složené z nestravitelných kousíčků hmyzí kořisti.
Během hnízdní sezóny je přinejmenším polovina rorýsích výletů v dosahu 0,5 km od hnízda; nicméně létají až 6 km daleko. Zatímco většinu potravy pochytá při pronásledování v letu, část posbírá z listoví stromů; ptáci se vznáší při koncích větví nebo se spouštějí skrz horní partie větvoví. Rorýsi ostnití létají dost vysoko, třebaže během chladného deštivého počasí létají níž. Při lovu se vyskytují v malých skupinkách, někdy loví s vlaštovkami, zejména s vlaštovkami obecnými a jiřičkami modrolesklými; ve smíšených hejnech je typicky mezi nízko létajícími ptáky. Existuje přinejmenším jedno pozorování rorýse ostnitého pokoušejícího ukořistit vážku od jiřičky modrolesklé, a bylo pozorováno pronásledování jiných jiřiček modrolesklých. Jedná se o denního lovce, který zůstává aktivní do podvečera. Nicméně existují pozorování, zvláště během období tahu, rorýsů ostnitých lovících po setmění kolem jasně osvícených budov.
Rorýsi mají dva vrcholy hmotnosti v roce: první je před hnízdní sezónou a druhý větší na podzim krátce před začátkem tahu na jih. Nejnižší hmotnost mají během hnízdní sezóny, kdy začínají přepeřovat. Zvyšování hmotnosti rorýsů před tahem je menší než u pěvců, což napovídá, že musí během migrační cesty na svých zastávkách lovit.

## Predátoři a parazité
Luňák mississippský, sokol stěhovavý a dřemlík tundrový jsou dravci známí svou schopností ulovit dospělé rorýse ostnité v letu, patří mezi několik vyvolených ptačích lovců dostatečně rychlých k tomu, aby rorýse dostihli v letu. Výreček americký byl pozorován při napadání kolonií, ale rorýs ostnitý má nejen ptačí predátory, např. užovku Pantherophis alleghaniensis, mývala severního a stromové veverky, ti nejpravděpodobněji plení mláďata na hnízdech, ale mohou ulovit i hnízdícího dospělce. Když jsou vyrušeni možným predátorem (tedy i člověkem) v kolonii, dospělí ptáci plácnou o sebe svými křídly při prohnutí a vzlétnutí vytvoří velmi hlasitý hluk známý jako „dunění“ ("booming") či „hřmění“ ("thunder noises"). Při vyrušení vydávají mláďata na hnízdě chraplavé ráh, ráh, ráh. Oba zvuky mají patrně vyplašit možné predátory.
Rorýsi ostnití mohou mít mnoho vnějších a vnitřních parazitů. Jsou hostiteli hlístic Aproctella nuda, roztočů Euchineustathia tricapitosetosa, a druhu Dennyus dubius z čeledi luptoušovitých, je znám jako hostitel tasemnic Pseudochoanotaenia collocaliae. V hnízdech je hostitelem polokřídlých Cimexopsis nyctali, které jsou podobné štěnicím domácím a ve vzácných případech mohou být i škůdci v domech.

## Ochrana

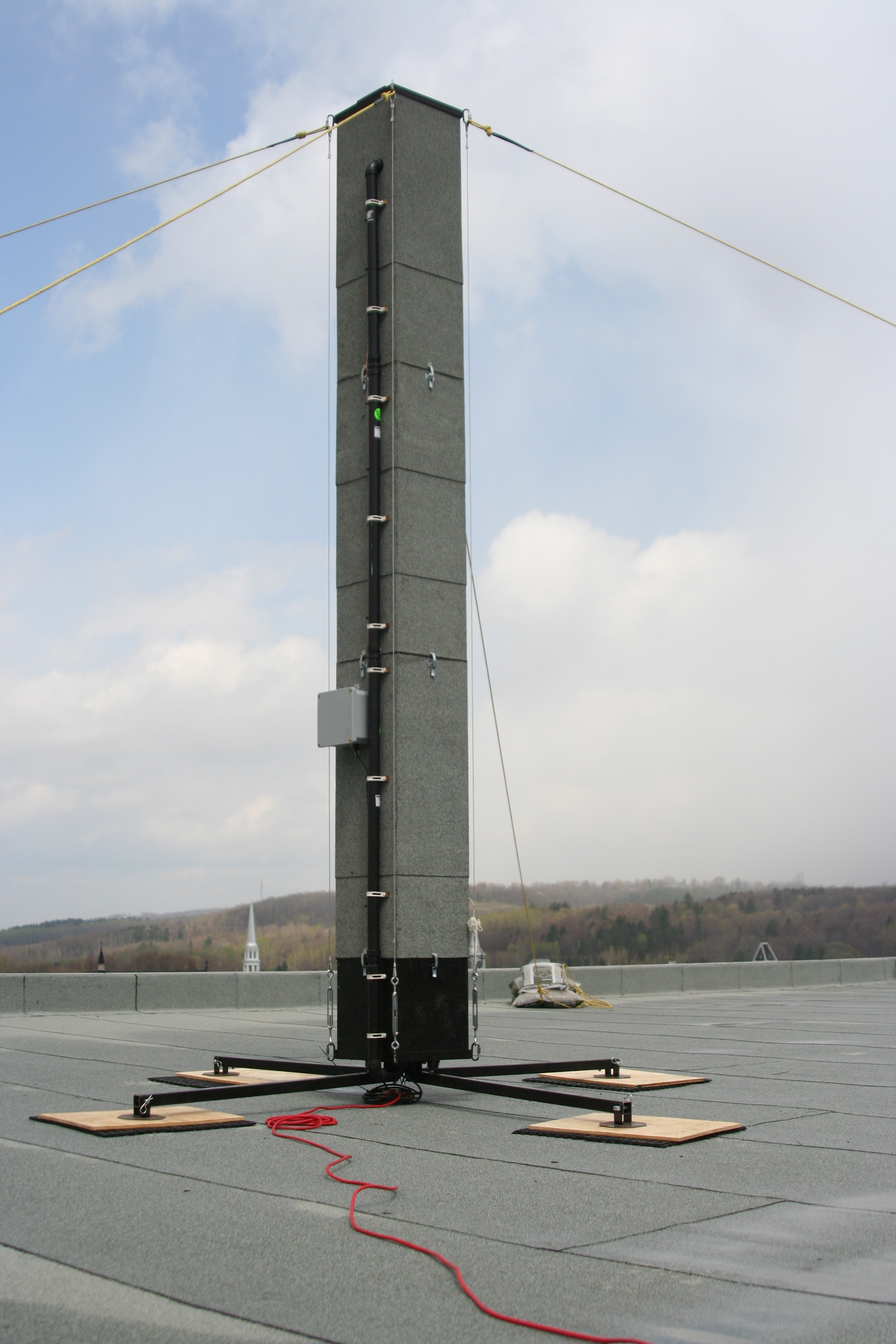
Účelově zbudované věže mohou poskytovat rorýsům hnízdní a hřadovací příležitosti.

Podle IUCN činí globální populace rorýsů asi 7 700 000 dospělých jedinců a populační trend je klesající. Druh je pokládán za zranitelný (k roku 2018). Pokles v početnosti populace rorýsů je z velké části nejasný, ale může souviset se změnami v populacích hmyzu v souvislosti s používáním pesticidů v první polovině 20. století. V Kanadě byl rorýs ostnitý na seznamu ohrožených druhů COSEWIC již několik let s pravděpodobným budoucím umístěním na seznamu druhů "Schedule 1 species of the Species at Risk Act". Ve Spojených státech je rorýs ostnitý chráněn Migratory Bird Treaty Act of 1918. Ani ptáci ani hnízda nemohou být z komínů odstraňováni bez federálního povolení.
Množství rorýsů se mohlo zvýšit s příchodem novousedlíků, kteří jim poskytli početné hnízdní příležitosti.
Po náhlých poklesech teploty loví rorýsi nízko nad betonovými silnicemi (pravděpodobně pronásleduje hmyz přitahovaný k teplejším cestám), kde dochází k jeho srážkám s jedoucími vozidly. Bouře, jako jsou hurikány, se kterými se při tahu rorýsi setkávají, mohou vážně postihnou počty rorýsů. Rorýsi zachycení hurikánem Wilma byli zaneseni daleko na sever atlantické části Kanady a do západní Evropy. Více než 700 jedinců bylo nalezeno mrtvých. Následující rok se počet hnízdišť rorýsů v kanadské provincii Quebec snížil o 62 %, a celková populace v provincii klesla o polovinu.

## Historie pozorování
V roce 1899 Mary Day z New Jersey pozorovala pár rorýsů ostnitých hnízdících v komínu, a zjistila, že doba sezení na vejcích, je 19 dnů. První podrobné pozorování rorýsů ostnitých začalo v roce 1915 samouckou ornitoložkou A. Sharmanovou v Iowě. Ta si nechala udělat 28 stop vysokou věž, podobnou komínu, s žebříky a kukátky pro usnadnění pozorování. Rorýsi ostnití hnízdili v její věži více než patnáct let. Sharmanová na 400 stranách velice pečlivě zaznamenala svá pozorování. Shermanová si poznamenala, že se po mnoha letech pozorování domnívá, že, přestože byla věž vytvořena s omezenými znalostmi hnízdního chování rorýsů ostnitých, její původní konstrukce byla ideální.